# Хиршштайн
Хи́ршштайн (нем. Hirschstein) — община в Германии, в земле Саксония. Подчиняется земельной дирекции Дрезден. Входит в состав района Риза-Гросенхайн. Население составляет 2303 человека (на 31 декабря 2010 года). Занимает площадь 34,46 км².
В замке Хиршштайн в 1291 году из-за вишни погиб Фридрих Тута.